# Astragalus orthocarpus
Astragalus orthocarpus är en ärtväxtart som beskrevs av Ivan Murray Johnston. Astragalus orthocarpus ingår i släktet vedlar, och familjen ärtväxter. Inga underarter finns listade i Catalogue of Life.